# How Jones Lost His Roll
The White Caps je americký němý film z roku 1905. Režisérem je Edwin S. Porter (1870–1941). Film trvá zhruba 7 minut a premiéru měl v květnu 1905.

## Děj
Film zachycuje Jonese, jak v kartách se sousedem prohraje všechny peníze a oblečení.